# Nghê Hồng
Nghê Hồng (tiếng Trung giản thể: 倪虹, bính âm Hán ngữ: Ní Hóng, sinh tháng 10 năm 1962, người Hán) là chính trị gia nước Cộng hòa Nhân dân Trung Hoa. Ông là Ủy viên Ủy ban Trung ương Đảng Cộng sản Trung Quốc khóa XX, hiện là Bí thư Đảng tổ, Bộ trưởng Bộ Nhà ở và Kiến thiết thành thị, nông thôn Trung Quốc. Ông nguyên là Ủy viên Đảng tổ, Phó Bộ trưởng Bộ Kiến Trú.
Nghê Hồng là đảng viên Đảng Cộng sản Trung Quốc, học vị Kỹ sư Kiến trúc, Thạc sĩ EMBA, học hàm Cao cấp công trình sư ngành Kinh tế. Ông có sự nghiệp xuất phát điểm từ Bộ Kiến Bảo, trải qua nhiều vị trí rồi quay trở lại lãnh đạo Bộ Kiến Trú, có Bộ Kiến Bảo là tiền thân, sau 40 năm.

## Xuất thân và giáo dục
Nghê Hồng sinh tháng 10 năm 1962 tại huyện An Sơn, nay là địa cấp thị An Sơn, tỉnh Liêu Ninh, Cộng hòa Nhân dân Trung Hoa. Ông lớn lên và tốt nghiệp phổ thông ở An Sơn, trúng tuyển và tới thủ phủ Cáp Nhĩ Tân của Hắc Long Giang để nhập học Khoa Công trình kiến trúc của Học viện Công trình kiến trúc Cáp Nhĩ Tân (哈尔滨建筑工程学院) vào tháng 9 năm 1979. Tháng 7 năm 1983, ông tốt nghiệp Kỹ sư Kiến trúc dân dụng và công nghiệp, đồng thời được kết nạp Đảng Cộng sản Trung Quốc. Từ tháng 7 đến tháng 9 năm 2003, ông tham gia các khóa đào tạo nâng cao về quản lý hành chính công được tổ chức ở Trung tâm nghiên cứu Phát triển Quốc vụ viện, Đại học Thanh Hoa, và Đại học Harvard. Sau đó, tháng 5 năm 2004, ông theo học cao học quản lý công thương cấp cao tại Học viện Thương mại Trường Giang (长江商学院), nhận bằng Thạc sĩ Điều hành cao cấp (EMBA) vào tháng 3 năm 2006. Trong sự nghiệp, ông tham gia hoạt động nghiên cứu khoa học kỹ thuật, được phong học hàm Cao cấp công trình sư ngành Kinh tế.

## Sự nghiệp

### Các giai đoạn
Tháng 8 năm 1983, sau khi tốt nghiệp đại học, Nghê Hồng bắt đầu sự nghiệp của mình khi được tuyển dụng vào Bộ Kiến thiết thành thị, nông thôn và Bảo vệ môi trường là khoa viên Phòng Kỹ thuật, Ty Kiến thiết thôn trấn. Ông ở vị trí này trong gần 10 năm 1983–92, thăng bậc công vụ viên là phó chủ nhiệm rồi chủ nhiệm khoa viên, tường được biệt phái tham gia Đoàn giảng viên Trung ương tới giảng dạy ở Nội Mông từ tháng 9 năm 1986 đến tháng 7 năm 1987. Năm 1988, Bộ Kiến Bảo được giải thể và thành lập mới Bộ Xây dựng, ông được chuyển sang cơ quan mới. Tháng 12 năm 1992, ông được bổ nhiệm làm Phó Trưởng phòng Tổng hợp của Ty Kiến thiết thôn trấn, rồi là trưởng phòng từ tháng 4 năm 1995.
Tháng 4 năm 1996, ông được quy hoạch vào chương trình điều chuyển nhân sự các khu vực, được điều chuyển tới An Huy, nhậm chức tạm thời là Ủy viên Đảng tổ, Trợ lý Thị trưởng Chính phủ Nhân dân thành phố Hợp Phì. Từ tháng 11 năm 1998 đến tháng 6 năm 1999, ông kiêm nhiệm là Phó Giám đốc Công ty bất động sản Trung Sơn, Đặc khu kinh tế Chu Hải, Quảng Đông, đồng thời là Phó Tổng giám đốc Tổng công ty xây dựng nông thôn và đô thị Trung Quốc, rồi chính thức trở lại công tác toàn thời gian ở Hợp Phì từ cuối năm 1999. Tháng 8 năm 1999, ông nhậm chức Phó Thị trưởng Hợp Phì, kiêm nhiệm Bí thư Ủy ban công tác Xây dựng thành phố từ tháng 6 năm 2002. Đến tháng 12 năm 2005, ông được điều lên Chính phủ Nhân dân tỉnh An Huy, được bổ nhiệm làm Bí thư Đảng tổ Sảnh xây dựng tỉnh An Huy rồi kiêm nhiệm Sảnh trưởng từ tháng 1 năm 2006. Tháng 6 năm 2009, ông nhậm chức Bí thư Đảng tổ, Sảnh trưởng Sảnh Kiến Trú An Huy.

### Bộ Kiến Trú
Tháng 12 năm 2010, sau gần 15 năm công tác ở An Huy, Nghê Hồng được điều tới Bộ Kiến Trú, tiền thân là Bộ Kiến Bảo, Bộ Xây dựng, trở lại cơ quan ông công tác thời gian đầu sự nghiệp. Ông được bổ nhiệm làm Ty trưởng Ty Cải cách và phát triển nhà ở. Tháng 6 năm 2016, Tổng lý Lý Khắc Cường bổ nhiệm ông làm Ủy viên Đảng tổ, Phó Bộ trưởng Bộ Kiến Trú. Ngày 17 tháng 6 năm 2022, Ủy ban Trung ương quyết định điều chuyển ông nhậm chức Bí thư Đảng tổ Bộ Kiến Trú. Ngày 24 tháng 6 năm 2022, tại hội nghị lần thứ 35 của Ủy ban Thường vụ Nhân Đại Trung Quốc khóa XIII, theo đề nghị của Tổng lý Lý Khắc Cường, Nghê Hồng được bổ nhiệm làm Bộ trưởng Bộ Nhà ở và Kiến thiết thành thị, nông thôn Trung Quốc, kế nhiệm Vương Mông Huy. Cuối năm 2022, ông tham gia Đại hội Đảng Cộng sản Trung Quốc lần thứ XX từ đoàn đại biểu khối cơ quan trung ương Đảng và Nhà nước. Trong quá trình bầu cử tại đại hội, ông được bầu là Ủy viên Ủy ban Trung ương Đảng Cộng sản Trung Quốc khóa XX.